# Mount Lira
Mount Lira (russisch Гора Лира Gora Lira, deutsch ‚Lyraberg‘) ist ein Berg im ostantarktischen Enderbyland. Er ragt 8 km östlich der Condon Hills auf.
Teilnehmer einer von 1961 bis 1962 durchgeführten sowjetischen Antarktisexpedition nahmen geologische Untersuchungen dieses Berges und seine deskriptive Benennung vor. Das Advisory Committee on Antarctic Names übertrug diese Benennung 1971 in einer Teilübersetzung ins Englische.